# Bund der Deutschen, Partei für Einheit, Frieden und Freiheit
Der Bund der Deutschen, Partei für Einheit, Frieden und Freiheit (Kurzbezeichnung: BdD) war von 1953 bis 1968 eine Partei in der Bundesrepublik Deutschland.

## Entstehung und Programm bis zur Gründung der DFU
Der BdD war aus der Bewegung gegen die von der Bundesregierung betriebenen Politik der Westbindung entstanden. Nach der Unterzeichnung des Generalvertrags wurde am 26. Juni 1952 in Dortmund die Deutsche Sammlung gegründet. Mitglieder des Präsidiums waren der ehemalige Reichskanzler Joseph Wirth, Katharina von Kardorff-Oheimb und Wilhelm Elfes. Die Deutsche Sammlung rief zum Widerstand gegen den die Westbindung festschreibenden Generalvertrag auf und forderte, alle Möglichkeiten der Wiedervereinigung auszuschöpfen.
Die Gründung des BdD erfolgte 1953. Wirth und Elfes führten die Partei, es gab jedoch auch einen starken Einfluss kommunistischer Kräfte. Die SED erblickte im BdD eine Chance, ähnlich dem Konzept der Nationalen Front in der DDR bürgerliche und „national-gesinnte“ Kräfte als Bündnispartner zu gewinnen.
Kernprogramm des BdD war eine Neutralitätspolitik, die sich gegen die Wiederbewaffnung und die Westintegration Deutschlands wandte. Im Gegensatz zur Bundesregierung strebte man eine Verständigung mit der Sowjetunion an.
Zwar berücksichtigte der BdD auch wirtschafts- und sozialpolitische Forderungen des Mittelstandes und der Bauern, allerdings plädierte er auch für Sozialisierungen der Großindustrie.

## Der BdD als Teil der DFU
Mit der 1961 erfolgten Gründung der Deutschen Friedens-Union, an der zahlreiche BdD-Politiker beteiligt waren, trat der BdD nicht mehr als eigenständige politische Kraft in Erscheinung, sondern beschränkte sich im Wesentlichen auf die Herausgabe der Deutschen Volkszeitung. Er kandidierte auch nicht mehr bei Wahlen, sondern entsandte Kandidaten auf die Liste der DFU. Doppelmitgliedschaften in BdD und DFU waren ausdrücklich zulässig. Der den BdD beobachtende Verfassungsschutz Nordrhein-Westfalens stufte den BdD 1964 als vorgeschaltete Kaderorganisation der DFU ein.
Am 2. November 1968 beschlossen DKP, DFU, BdD und andere linke Gruppierungen das Antreten mit der gemeinsamen Liste Aktion Demokratischer Fortschritt (ADF) zur Bundestagswahl 1969. Der Mitgliederbestand, den Helmut Bausch für die Jahre 1953 bis 1955 auf ca. 12.000 beziffert hatte, soll nach einer Notiz an das Büro Ulbricht 1965 nur noch 2000 bis 3000 betragen haben.
Der BdD wurde offiziell nie aufgelöst, verschmolz allerdings de facto auf seinem letzten Parteitag 1968 mit der DFU. Letzter Parteivorsitzender des BdD war seit 1964 der ehemalige Generalsekretär des BdD und der spätere DFU- und ADF-Funktionär Josef Weber.

## Presse
Als dem BdD nahestehendes Organ wurde 1953 die Deutsche Volkszeitung gegründet.

## Wahlen
Der BdD trat zu folgenden Bundestags- und Landtagswahlen an:
- 1953 Wahlen zum Deutschen Bundestag in einer gemeinsamen Liste mit der GVP (Gesamtdeutsche Volkspartei) 318.475 Stimmen (1,2 %).
- 1954 Wahlen zum Landtag von Nordrhein-Westfalen 19.515 Stimmen (0,3 %).
- 1954 Wahlen zum Landtag von Schleswig-Holstein 10.009 Stimmen (0,8 %).
- 1954 Wahlen zum Landtag von Hessen 12.047 Stimmen (0,5 %).
- 1954 Wahlen zum Landtag von Bayern 43.720 Stimmen (0,4 %).
- 1955 Wahlen zum Landtag von Niedersachsen 8.600 Stimmen (0,3 %).
- 1955 Wahlen zum Landtag von Rheinland-Pfalz 10.527 Stimmen (0,7 %).
- 1955 Wahlen zur Bürgerschaft in Bremen 3.988 Stimmen (1,1 %).
- 1956 Wahlen zum Landtag von Baden-Württemberg 18.077 Stimmen (0,6 %).
- 1957 trat der BdD zu den Bundestagswahlen an und erzielte 58.725 Stimmen (0,2 %).
- 1957 Wahlen zur Bürgerschaft in Hamburg 3.469 Stimmen (0,3 %).
- 1958 Wahlen zum Landtag von Nordrhein-Westfalen 176 Stimmen (0,0 % (−0,3 %)).
- 1958 Wahlen zum Landtag von Schleswig-Holstein 6.037 Stimmen (0,5 % (−0,3 %)).
- 1959 Wahlen zum Landtag von Niedersachsen 4.947 Stimmen (0,1 % (−0,2 %)).
- 1959 Wahlen zum Landtag von Rheinland-Pfalz 6.613 Stimmen (0,4 % (−0,3 %)).
- 1959 Wahlen zur Bürgerschaft in Bremen 1.337 Stimmen (0,3 % (−0,8 %)).
- 1960 Wahlen zum Landtag vom Saarland (als Deutsche Demokratische Union)[4] 26.743 Stimmen (5,0 %).
- 1961 Wahlen zum Landtag von Baden-Württemberg 15.333 Stimmen (0,5 % (−0,1 %)).